# Carl A. Anderson
Sir Carl Albert Anderson (27 de fevereiro de 1951) é um advogado americano que serviu como o décimo terceiro cavaleiro supremo dos Cavaleiros de Colombo até sua aposentadoria em junho de 2021.
Anderson é o vice-presidente da sessão de Washington do Pontifício Instituto João Paulo II para Estudos sobre Matrimônio e Família. Ele atua como membro da diretoria da Basílica do Santuário Nacional da Imaculada Conceição. Anteriormente, atuou como membro do Conselho de Curadores da Universidade Católica da América e da National Catholic Educational Association. 
Em 2021, foi distinguido com o Prémio Especial Totus Tuus por “promover a pessoa de S. João Paulo II e a implementação credível dos valores que proclama no âmbito internacional”.